# 以色列犹太事务局
以色列犹太事务局（英文：The Jewish Agency for Israel） (希伯来语: הסוכנות היהודית לארץ ישראל‎, HaSochnut HaYehudit L'Eretz Yisra'el) ）是世界上最大的犹太人非营利性机构，成立于1929年。其宗旨为“鼓励全世界的犹太人与自己的民族、文化遗产、土地建立联系，协助犹太人构建一个繁荣的未来和强大的以色列”。